# Рок-707
«Рок-707» — рок-фестиваль, проведённый в 1988 году в Ростове-на-Дону усилиями Ростовского рок-клуба с 27 мая по 29 мая в ДК Строителей.

## О фестивале
Фестиваль «Рок-707» был организован и проведён усилиями Ростовского рок-клуба с 27 мая по 29 мая 1988 года в ДК Строителей.
Название фестиваля было определено номером счёта Детского фонда, на который организаторы и музыканты перечислили часть вырученной от концертов суммы.
Фестиваль оказался первым весомым мероприятием Ростовского рок-клуба, давшим возможность выступить на одной сцене как местным андеграундным рок-группам, так и приглашённым коллективам из других городов («Бастион», «Нюанс», «Сезон дождей», «ГПД» и др.).

## Социологическое исследование
Во время фестиваля среди зрителей было проведено социологическое исследование, результаты которого были опубликованы в андеграундном журнале Игоря Ваганова «Рок-Опо». Наиболее многочисленной категорией зрителей по роду занятий оказались студенты ВУЗов (44,95 %), наименее — учащиеся ПТУ (3,67 %). Самая многочисленная возрастная категория — от 19 до 23 лет (47,66 %), 14-15 лет — 4,67 %, свыше 30 лет — 5,60 %. Топ-5 коллективов, выступивших на фестивале, по результатам анкетирования зрителей (по мере убывания симпатий аудитории): «Сезон дождей» (Ленинград), «ГПД» (Харьков), «Театр Менестрелей» (Ростов-на-Дону), «Бастион» (Одесса), «Дикий мёд» (Донецк).

## Состав участников[1]
| 27 мая в 19:00 - «Геликоптер Блюз Бенд» (Ростов-на-Дону) - «Чистая Вода» (Аксай) - «Дикий мёд» (Донецк) - «Бастион» (Одесса) 28 мая в 17:30 - «Лестница» (Ростов-на-Дону) - «Зазеркалье» (Ростов-на-Дону) - «Эшафот» (Ростов-на-Дону) - «Раунд» (Донецк) 28 мая в 21:00 - «12 вольт» (Ростов-на-Дону) - «Небесный лифт» (Ростов-на-Дону) - «Лестница» (Ростов-на-Дону) - «Сезон дождей» (Ленинград) - «Нюанс» (Москва) | 29 мая в 16:00 - «ЭЛЕН» (Ростов-на-Дону) - «Театр Менестрелей» (Ростов-на-Дону) - «Площадь согласия» (Таганрог) - «Прииск» (Ленинград) 29 мая в 20:00 - «Абонент 09» (Ростов-на-Дону) - «День и Вечер» (Ростов-на-Дону) - «ГПД» (Харьков) - «Крем» (Москва) |

## Дискография

Альбом «Группа продлённого дня. Рок-707»

- Запись фестивального выступления харьковской группы «ГПД» имела хождение по стране в виде отдельного магнитоальбома «Группа продлённого дня. Рок-707» (Песни — Браток; Рабочий рок-н-ролл; Бардак; Паук; Правда; Любер; Цыганочка; Россия). В конце 2000-х этот альбом был издан на CD в серии «Рок в СССР. Раритеты советской магнитозаписи».
- Фрагменты фестивального выступления ростовской группы «Абонент 09» вошли в изданный группой  магнитоальбом «Звукосымок № 1» (1988)[5].